# Maurizio Tassone
Maurizio Tassone (Torino, 23 novembre 1990) è un cestista italiano.